# Acronicta farinosa
Acronicta farinosa là một loài bướm đêm trong họ Noctuidae.